# Другий великий збір ОУН (б)
Другий великий збір ОУНР (Степана Бандери) відбувся у 1—4 квітня 1941 року в Кракові після розколу ОУН в лютому 1940 року.

## Організаційні питання
Комісія зі скликання Великого Збору складалася з 4 осіб:
- Михайло Турчманович "Кречет"
- Ярослав Стецько
- Ярослав Рак
- Іван Мітринга.

Учасники: Михайло Турчманович "Кречет", Ярослав Стецько, Ярослав Рак, Іван Мітринга, Степан Бандера, Микола Лебедь, Микола Климишин, Володимир Горбовий, Степан Ленкавський, Роман Шухевич, Дмитро Грицай, Василь Сидор, Дмитро Мирон-Орлик, Василь Турковський, Одарка Ребет, Микола Арсенич, Василь Кук- "Медвідь Юрій", Дмитро Маївський "Косар", Ярослав Старух, Василь Охримович, Ревак Ізя, Борис Левицький, Василь Чижевський "Артем", Дарія Гнатківська, "Зелена" — представник Волині, Василь Мельничук "Чумак", Яків Бусел "Галина", Василь Сидор “Шелест”, Олекса Гасин, Михайло Кравців, Микола Лемик, Олекса Кузьминський, Осип Карачевський "Свобода", Олекса Луцький та ін. (68 делегатів, у т.ч. 12 з УСРР).
На цьому Зборі був обраний провідник Організації. Ним став Степан Бандера, а його заступником — Ярослав Стецько.
Членами проводу стали:
- Дмитро Мирон-Орлик
- Гасин Олекса — «Лицар» як шеф військової референтури.

## Постанови
Головною метою Збору було утвердження ідей українського націоналізму та постанов, що стосувалися політичного, військового, економічного та соціального життя українців.

Зазначалося, що Українська суверенна соборна держава є основою розвитку нації і належить українському народу:
…Власником усієї землі й вод, підземних і надземних багатств, промислу й шляхів комунікації є сам український народ і його держава… Українська земля — українським селянам, фабрики й заводи — українським робітникам, український хліб українському народові.
Члени ОУН виступали за організацію господарського і соціального життя на основах рівності усіх українців у правах і обов'язках супроти нації і держави.
Прийняте рішення з різким засудженням колаборантської політики Мельника та проголошено мету — здобуття збройним шляхом незалежності України. З організаційних питань прийняте рішення про перехід від вождизму Мельника до демократичних форм керівництва організацією і майбутньої Української держави. Прийняте рішення про переобрання Провідника ОУН кожні 4 роки на Зборі ОУН. З військових питань прийняте рішення, що єдиною силою для утворення Української держави є її власна армія, тому ОУН повинна вжити всіх заходів для створення цієї армії. Мельника виключили з ОУН, на гасло «Слава Україні» бандерівці прийняли відповідь «Героям слава» на противагу прийнятому мельниківцями «Вождеві слава».
Велика увага була приділена програмам надання безкоштовної медичної допомоги, підтримки малозабезпечених родин, сиріт, інвалідів і людей старшого віку, які не можуть самостійно забезпечити свої мінімальні життєві потреби.
У постанові № 1, пункт № 6 було записано право на свободу сумління і релігійних культів, що не суперечать моральній силі нації та інтересам Української держави.
У військових і політичних постановах Другого великого збору ОУН йшла мова про обов'язок її членів боротися за незалежність Української держави, нації, силовий захист української нації, мови, культури і традицій від більшовицьких, фашистських та інших загарбників. Також члени ОУН зобов'язувалися повністю виконувати заповіт Тараса Шевченка і допомагати всім народам, які опинилися під московським ярмом, вести антимосковську пропаганду. Прийняте гасло «Воля народам, воля людині».
Багато пунктів цих постанов стосувалися виховання, загартування, ідеологічних поглядів культури й моральних цінностей самих членів ОУН.
На виконання постанови II Великого збору ОУН (б) у Кракові у травні 1941 р. були прийняті Інструкції Революційного Проводу ОУН (С. Бандери) для організаційного активу в Україні на період війни «Боротьба й діяльність ОУН під час війни». Зокрема була прийнята Інструкція Служби Безпеки (надалі також – «Інструкція»), яка визначала процедуру та порядок утворення Української народної міліції на основах самоохорони як тимчасового органу державної безпеки.